# سالفاتوري رومانو
سالفاتوري رومانو هو لاعب كرة قدم إيطالي في مركز الهجوم، ولد في 15 أكتوبر 1967. لعب مع نادي زيورخ.